# Perdiamoci di vista
 (décembre 2023).
Si vous disposez d'ouvrages ou d'articles de référence ou si vous connaissez des sites web de qualité traitant du thème abordé ici, merci de compléter l'article en donnant les références utiles à sa vérifiabilité et en les liant à la section « Notes et références ».
Pour plus de détails, voir Fiche technique et Distribution.
Perdiamoci di vista est un film italien réalisé par Carlo Verdone, sorti en 1994.

## Synopsis
Gepy Fuxas, animateur romain très célèbre, présente l'émission télévisée Terrazza Italiana, consacrée à des spéculations de mauvais goût sur un certain nombre de cas humains qu'il traite de façon superficielle et cynique. Pendant la réalisation d'un épisode, Fuxas fait semblant d'interviewer une dame, Magda, sur les détails techniques et bureaucratiques concernant la vie des personnes handicapées : il laisse pourtant bientôt la question de côté, la jugeant peu intéressante chez le public, et il se met à étaler devant les caméras de pénibles affaires privées de son invitée, sur lesquelles il a fait préalablement enquêter.
Arianna, une fille qui est devenue paraplégique à la suite d'un accident sur l'autoroute, et qui a accompagné Magda au studio télé, prend alors la parole pour le provoquer et accuse l'organisation tout entière de méthodes criminelles, ce qui sur le moment suscite l'appréciation du public. Pour sa part, Fuxas, pris au dépourvu et ne trouvant rien de mieux à dire, lui répond qu'il est trop facile de se faire applaudir quand on est en fauteuil roulant, allant jusqu'à affirmer que les mêmes handicapés se montrent souvent « racistes » envers la société qui les ignore.
Les conséquences de ces commentaires maladroits sont catastrophiques pour la carrière de l'homme : le lendemain le président de la chaîne, assiégé pas les polémiques, le vire avec effet immédiat et décide, malgré la très bonne audience obtenue, de supprimer l'émission. Abandonné par tout le monde, Gepy se rend compte de sa solitude, ainsi que de la totale identification de sa vie au personnage qu'il s'était construit. Un soir, dans un restaurant, il rencontre Giampiero Antonazzi, une autre ancienne vedette de la télé qui s'est recyclée dans un petit réseau local, « Televerità » : celui-ci offre à Gepy un contrat très rentable pour présenter un talk-show aux contenus sordides et grossiers, Galline da Combattimento (« Poules de combat »), prévoyant trois acteurs qui prétendent être des personnes réelles et se disputent sur les aspects les plus intimes de leurs vies.
Se réservant de décider si accepter ou non, Gepy retombe par hasard sur la jeune Arianna, laquelle, se sentant en partie coupable pour son revers de fortune, lui démontre ses propos de paix et d'amitié et l'invite à dîner chez elle. Par une meilleure connaissance de la vie pleine et intéressante de la fille et même de sa famille, l'homme ne peut que s'apercevoir de la totale inutilité de la sienne, mais entre-temps une certaine alchimie, et même un sentiment de plus en plus fort, se crée entre les deux, bien qu'une série de malentendus les amène plusieurs fois à se perdre de vue pour ensuite se retrouver, à chaque fois plus conscients. Fréquenter l'univers de l'invalidité, qui lui était complètement inconnu auparavant, permet à Fuxas d'élargir ses horizons, tandis qu'Arianna doit se confronter avec son propre caractère difficile, fait de soudaines sautes d'humeur.
Dégoûté par les misères éthiques et morales du nouveau talk-show, Gepy y renonce déjà pendant l'enregistrement du premier épisode ; puis il décide d'inviter Arianna pour un voyage de quelques jours à Prague. Ce qu'il ne lui dit pas encore, c'est son intention de demander pour elle une consultation chez un neurologue de renommée internationale, dans l'espoir qu'il puisse lui rendre l'usage de ses jambes. Profondément déçue, Arianna se soumet toutefois en larmes à l'énième examen médical de sa vie, pour ensuite obliger Fuxas d'admettre que, malgré tous ses efforts, il n'arrive pas à accepter le fauteuil roulant en tant qu'« extension » de son corps, tout comme elle a pu et dû le faire.
Dans une autre discussion très animée, Arianna, furieuse, lui demande de la ramener à Rome tout de suite, puis s'éloigne, décidée désormais à couper tout lien avec lui. Mais lorsque les roues de son fauteuil s'emboîtent dans la grille d'une bouche d'égout près des rails du tramway arrivant en sens inverse. Gepy sauve alors Arianna d'une mort certaine en la tenant dans ses bras, en la poussant hors des rails et, après qu'Arianna lui a présenté ses excuses, les deux s'embrassent.

## Fiche technique
- Titre : Perdiamoci di vista
- Réalisation : Carlo Verdone
- Scénario : Carlo Verdone et Francesca Marciano
- Photographie : Danilo Desideri
- Montage : Antonio Siciliano
- Musique : Fabio Liberatori
- Production : Vittorio Cecchi Gori
- Pays d'origine : Italie
- Genre : comédie
- Date de sortie : 1994

## Distribution
- Carlo Verdone : Gepy Fuxas
- Asia Argento : Arianna
- Aldo Maccione : Antonazzi
- Sonia Gessner : Magda
- Mariangela Giordano
- Angelo Bernabucci

## Récompenses
- Ciak d'oro 1994 :
  - Meilleure actrice : Asia Argento
- David di Donatello 1994 :
  - Meilleur réalisateur : Carlo Verdone
  - Meilleure actrice : Asia Argento
  - Nomination Meilleur film : Carlo Verdone, Mario Cecchi Gori et Vittorio Cecchi Gori
  - Nomination Meilleur scénario : Francesca Marciano et Carlo Verdone
  - Nomination Meilleur son : Benito Alchimede
- Prix Flaiano 1994 :
  - Meilleure actrice : Asia Argento
- Ruban d'argent 1995 :
  - Nomination meilleure actrice : Asia Argento